# ماس ایر
ماس ایر (انگلیسی: Mas Air) شرکت هواپیمایی باری مکزیکی است، که در سال ۱۹۹۲ تأسیس شد. مقاصذ پروازها ایالات متحده، برزیل، اکوادور ، و کولومبیا است.

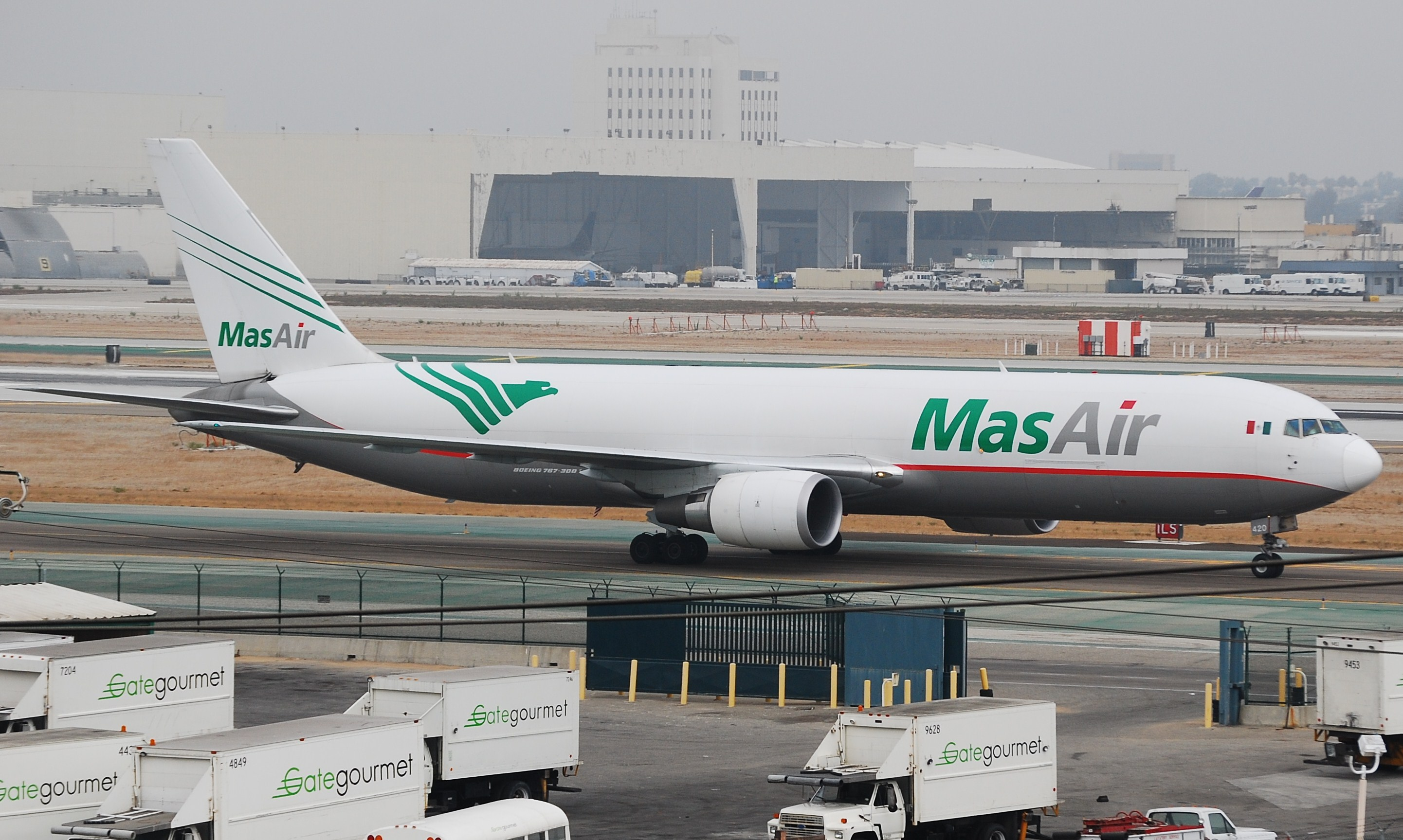
MasAir Cargo (2794838944)

لان ایرلاینز در سال 2018 سهام خود در این شرکت (25%) را فروخت.